# Duisburg-Mitte
Duisburg-Mitte ist ein Stadtbezirk der Stadt Duisburg mit 111.216 Einwohnern und einer Fläche von 34,98 km² (Stand: 31. Dezember 2023).
Der Stadtbezirk Mitte ist die Keimzelle und das Zentrum der heutigen Großstadt Duisburg. Er umfasst die Altstadt, das Dellviertel und die Stadtteile Duissern, Hochfeld, Kasslerfeld, Neudorf-Nord und Neudorf-Süd, Neuenkamp und Wanheimerort. Der Bezirk grenzt im Norden an die Stadtbezirke Homberg/Ruhrort/Baerl und Meiderich/Beeck, im Osten an die Stadt Mülheim an der Ruhr, im Süden an den Bezirk Duisburg-Süd und im Westen an den Stadtbezirk Rheinhausen.
Der heutige Stadtbezirk hat wie die Gesamtstadt in den letzten drei Jahrzehnten unter einem massiven Bevölkerungsrückgang gelitten: Lebten nach der Volkszählung am 27. Juli 1970 noch 154.644 Menschen in dem Bezirk, so sind es heute mehr als 30 Prozent weniger.
Im Juni 2005 wurde mit Stimmen von CDU, Grünen und der PDS im Rat der Stadt die Ausweisung des ehemaligen Güterbahnhofs am Duisburger Hauptbahnhof als Sondergebiet beschlossen. Hierdurch wurde die Ansiedlung eines riesigen Einkaufszentrum verhindert, das in seinen Ausmaßen der Neuen Mitte Oberhausen entsprochen hätte und das Besuchermassen aus den nahen Niederlanden und aus Belgien hätte anziehen sollen. Auch der Rat des Bezirkes Duisburg-Mitte lehnte die 440-Millionen-Euro-Investition ab. Stattdessen favorisierte man den Bau des Forum Duisburg, das im September 2008 eröffnet wurde und mit 57.000 Quadratmetern Fläche heute eines der größten innerstädtischen Einkaufszentren ist und das etwas kleiner als das abgelehnte Einkaufszentrum am Hauptbahnhof (70.000 Quadratmeter) ist. Auf der Fläche des Güterbahnhofs soll nach Plänen, die im Frühjahr 2009 vorgestellt wurden, in den nächsten 15 Jahren ein neues Stadtquartier Duisburger Freiheit entstehen.
In der ersten Jahreshälfte 2007 wurde das Projekt CityPalais fertiggestellt. Es befindet sich gegenüber dem Forum Duisburg und hat das größte Spielcasino Deutschlands, das Casino Duisburg, aufgenommen und verfügt über einen neuen Konzertsaal, Einzelhandelsflächen und Büros.

## Der alte Land- und Forstbezirk Duisburg

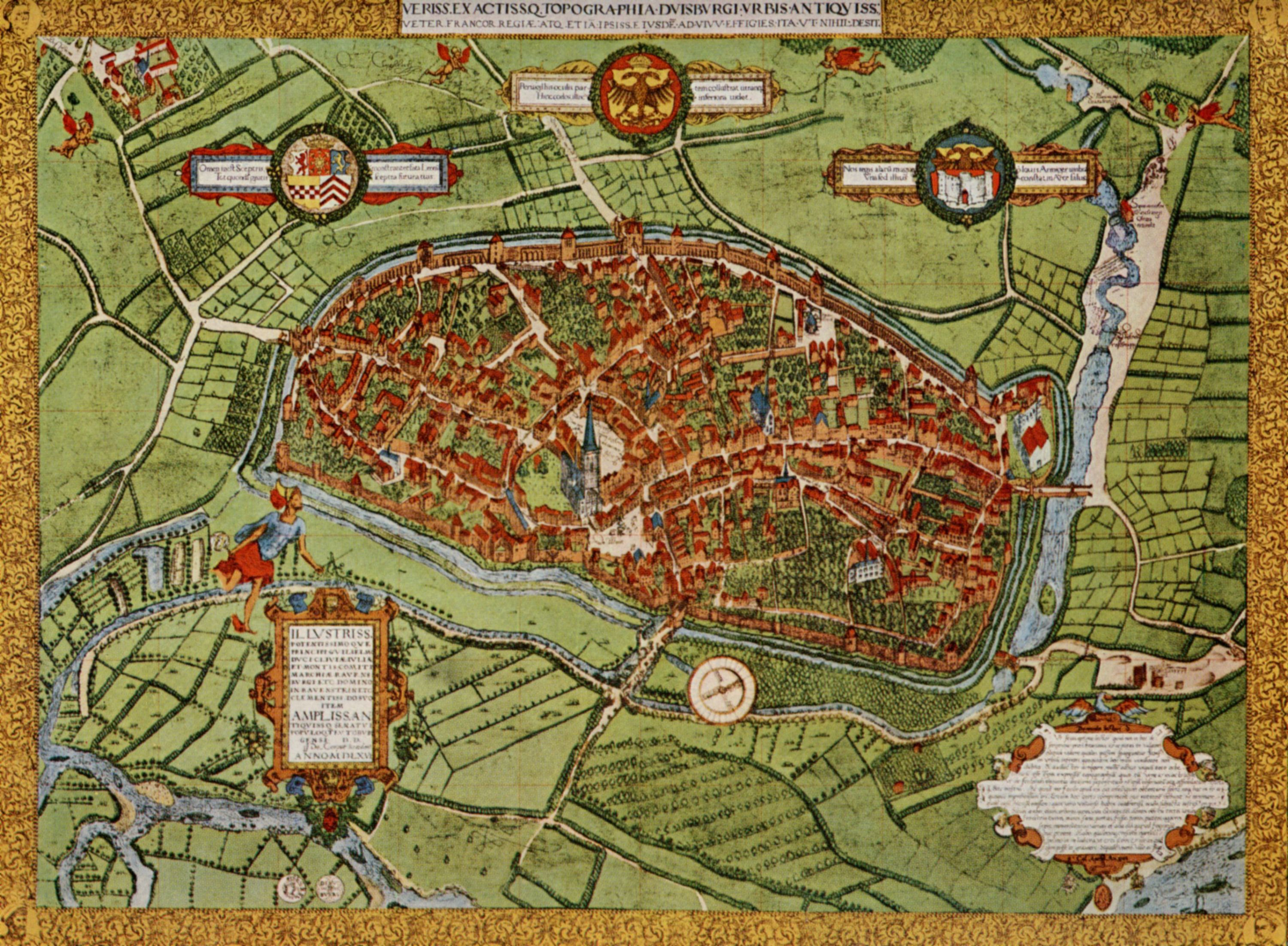
Der mittelalterliche Plan der Stadt Duisburg (1566), angefertigt von Johannes Corputius

Duisburg geht auf einen alten Könighof des 9. Jahrhunderts zurück, der sich schnell zu einem Marktflecken entwickelte. Der Stützpunkt des Königs umfasste im 12. Jahrhundert etwa den Raum des heutigen Burgplatz mit Kaiserpfalz und der Salvatorkirche.
Der heutige Stadtbezirk umfasst im Groben Teile des alten Duisburger Gebiets um die mittelalterliche klevische Stadt, das im Westen vom Rhein und im Osten von der alten Landwehr begrenzt wurde. Es handelt sich um den Rest des ursprünglich zum Königshof gehörenden Land- und Forstbezirkes, dessen Grenzen in einer Urkunde des Jahres 1065 mit den Flüssen Rhein, Ruhr und Düssel angegeben wurden und der bis nach Werden im Osten reichte. Dieses Gebiet, auch Ruhrgau bzw. Duisburggau genannt (siehe auch: Duisburg-Kaiserswerther Grafschaft), umfasste Teile der heutigen Städte Düsseldorf und Essen.
Im Laufe der Zeit wurde dieses Gebiet allerdings aufgeteilt und verkleinert. Im 16. Jahrhundert schob sich das bergische Territorium bis an den Rhein und schnitt den südlichen Teil von Duisburg ab. Das Dorf Wanheim-Angerhausen verblieb als Exklave der Stadt Duisburg im bergischen Territorium. Reste des alten Duisburger Waldes bestehen noch im Osten der Stadt, im Neuen Friedhof der Stadt Duisburg und im Westen der Stadt Mülheim an der Ruhr sowie im Kreis Düsseldorf-Mettmann und im Düsseldorfer Stadtgebiet.

## Die Duisburger Altstadt

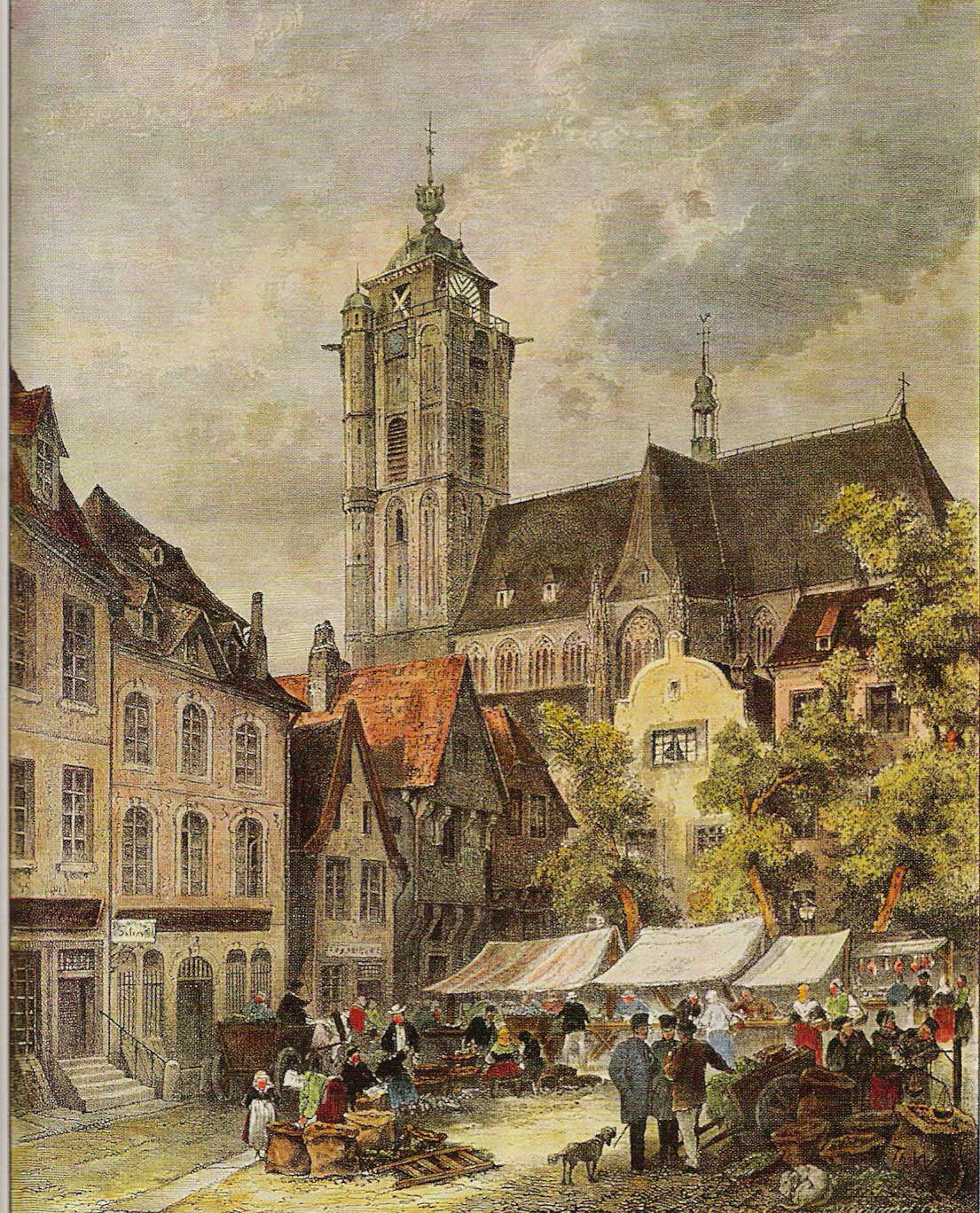
Duisburg um 1850: Markt auf dem Burgplatz vor der Salvatorkirche

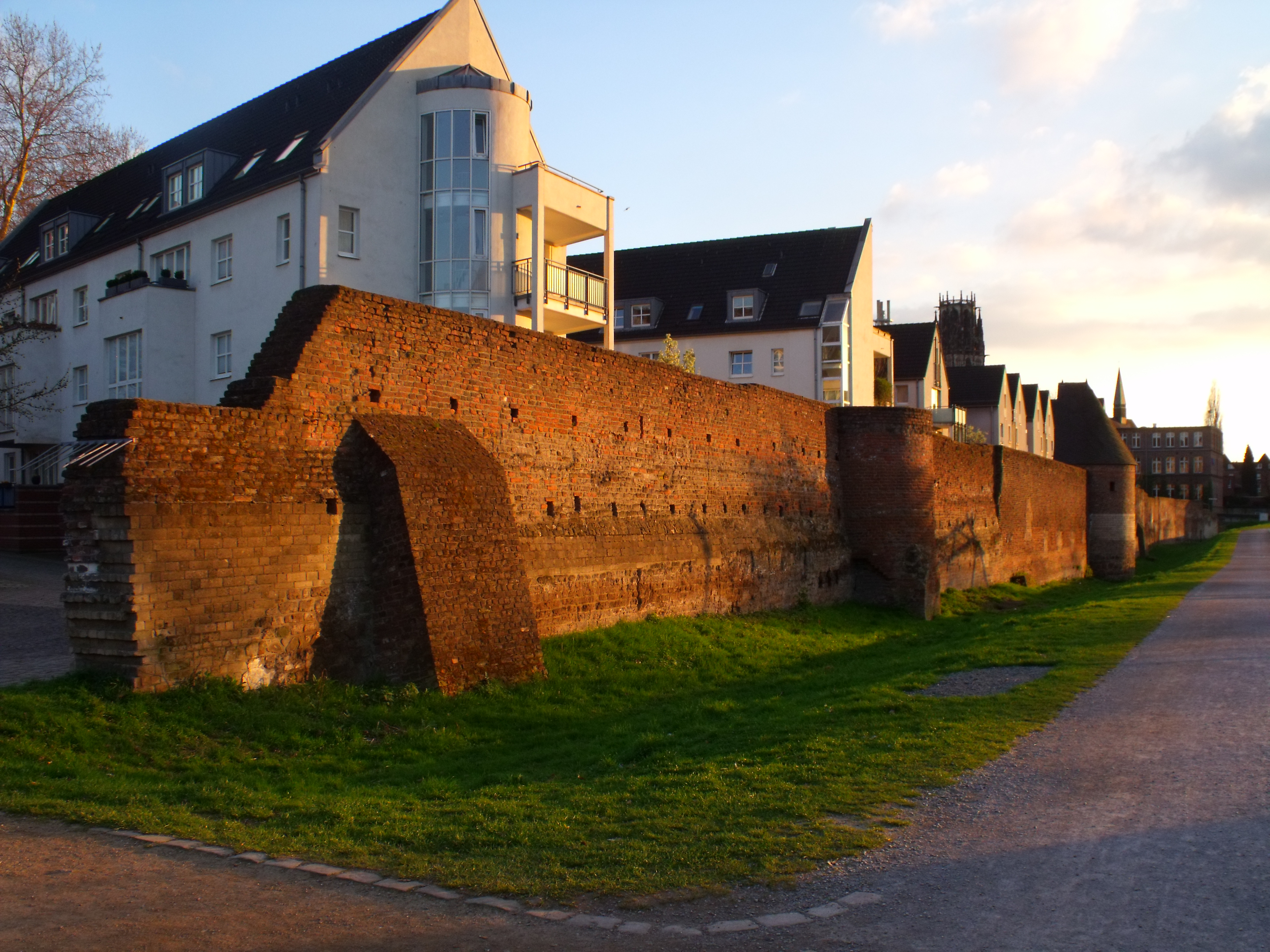
Reste der Stadtmauer am Altstadtpark

Die Duisburger Altstadt war von einer Stadtmauer umgeben, die heute noch in Teilen erhalten ist oder zum Teil rekonstruiert wurde. Die Stadtmauer umfasste ein Gebiet von etwa 32 Hektar, auf dem im 16. Jahrhundert etwa 2000 bis 3000 Menschen lebten. Die Stadtmauer ist der Nachwelt bekannt aus der Zeichnung des Stadtplans von Johannes Corputius. Die Mauer war einst 2,5 km lang. Viele Teile der Stadtmauer blieben bis zum Zweiten Weltkrieg bestehen: Man benutzte sie bald als Rückwand für viele Bürgerhäuser. Nach dem Zweiten Weltkrieg waren von ihr noch 80 Prozent erhalten. Heute sind es lediglich 26 Prozent. Diese 670 Meter Stadtmauer sind nach Angaben der Duisburger Stadtverwaltung die „älteste in derartigem Umfang erhaltene steinerne mittelalterliche Stadtmauer im deutschen Sprachraum“.
Sie hatte 11 Haupt- und 11 Halbtürme, darunter 4 turmbewehrte Haupttore: Marientor, Stapeltor, Schwanentor und Kuhtor. Auf einem Stadtplan aus dem Jahr 1850 ist sie noch vollständig eingezeichnet, obwohl man sie an der Wende zum 19. Jahrhundert bereits Leid war und 1815 das Schwanentor abbrach. 1833 fiel das Kuhtor als letztes Tor.
Der Stadtteil mit 8.617 Einwohnern (Stand: 31. Dezember 2023) ist heute das politische und gesellschaftliche Zentrum der Großstadt Duisburg.
Neben der historischen Altstadt gehört zu ihm das östlich anschließende so genannte Wasserviertel mit dem Innenhafen und dem westlich sich anschließenden Gebiet jenseits des Marientors mit dem Stadtwerketurm, der nachts farbig beleuchtet und von weit sichtbar ist. Die Altstadt ist der zentrale Kulturstandort der Gesamtstadt mit der Deutschen Oper am Rhein, dem Theater am Marientor, den Duisburger Philharmonikern und der alten Mercatorhalle, die nach ihrem Abriss bis Ende 2006 wieder als Teil eines neuen Kulturzentrums (CityPalais) neu entstanden ist.
Die Geschichte des Stadtteils ist die Geschichte der alten Stadt Duisburg. Unter Heinrich I. entstand hier direkt am Ufer des Rheins die alte Kaiserpfalz. Der zur Kaiserpfalz umgebaute Königshof war im 10. Jahrhundert Anlaufpunkt und Versammlungsort der Könige und Kaiser des römisch-deutschen Reiches.
Mit der Rheinverlagerung im 12. Jahrhundert (einige Quellen geben das 11. Jahrhundert an) verlor die Handelsmetropole am Kreuzungspunkt von Hellweg und Rhein und im Grenzbereich Sachsens, Frankens und Lothringens ihre politische Bedeutung. 1294 verlor sie ihre Reichsunmittelbarkeit und ihre Eigenschaft als Reichsstadt und wurde an die Grafen von Kleve verpfändet.

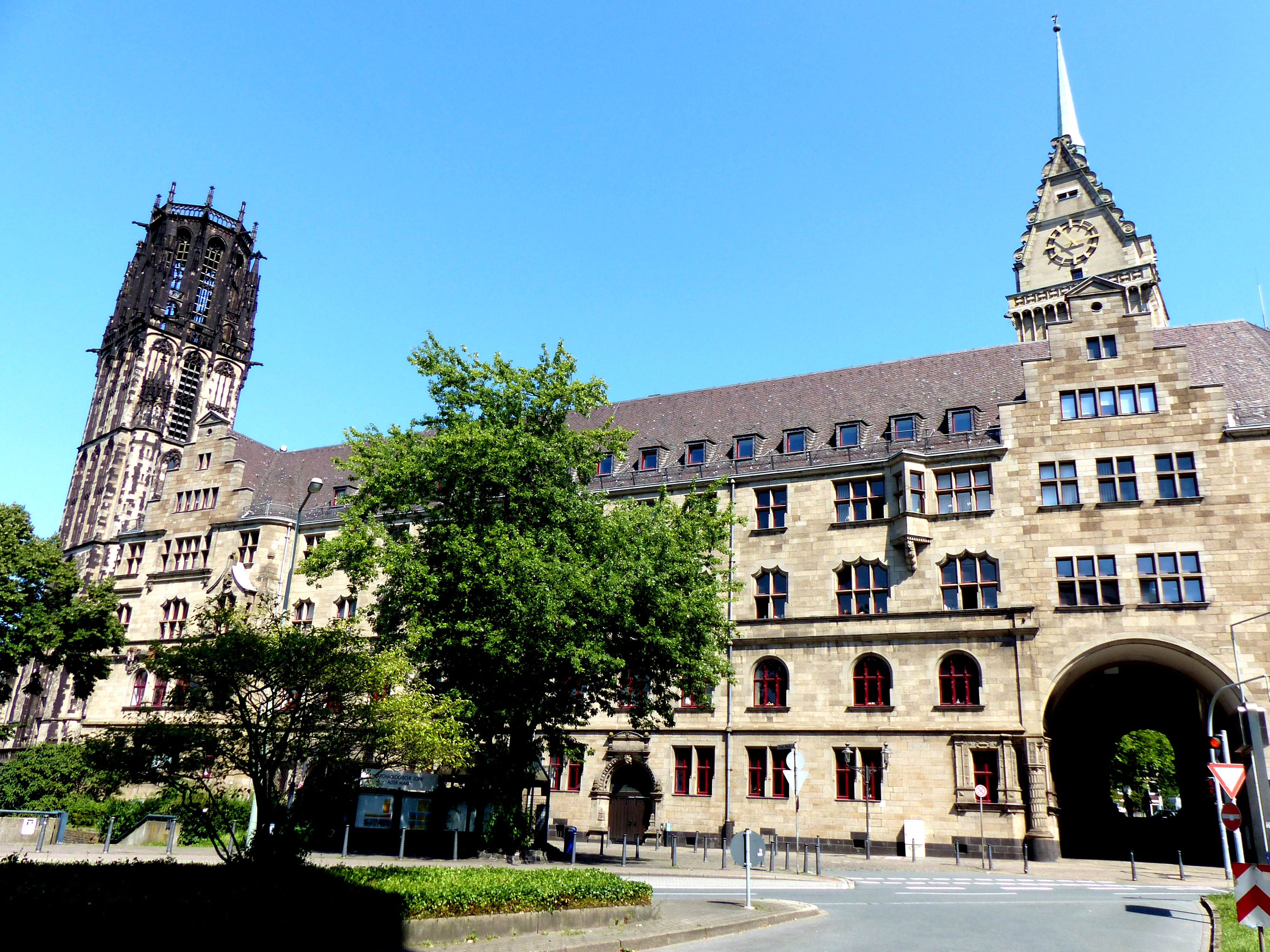
Rathaus und Salvatorkirche am Burgplatz 2015

Im 16. Jahrhundert ließ sich der Kartograph Gerhard Mercator in der Stadt nieder und trug so dazu bei, dass die klevische Ackerbürgerstadt an Bedeutung gewann. Mit Eröffnung der alten Universität Duisburg im Jahre 1655, begründete die Stadt ihren Ruf als „Duisburgum doctum“ (gelehrtes Duisburg).
Mit der Industrialisierung wuchs die Stadt über ihre Mauern hinaus. An der Stelle des verlandeten alten Rheinarms baute man Außen- und Innenhafen, die als Transportweg für Getreide und Holz dienten. Zahlreiche Getreidesilos und Mühlen machten aus der Stadt einen der wichtigsten Umschlagplätze für die Lebensmittelversorgung des Westens Deutschlands.
Das 1900 erbaute und das alte Gebäude ersetzende neue Rathaus, die Salvatorkirche und der Burgplatz prägen heute das Bild des Stadtteils.
Der Krieg hat die Altstadt zu fast 90 % zerstört, was nicht wie die alte Tonhalle durch Bomben zerstört wurde, wurde zu Gunsten von Straßenerweiterungen und großflächiger Neubebauung abgerissen.

## Das Dellviertel und Hochfeld

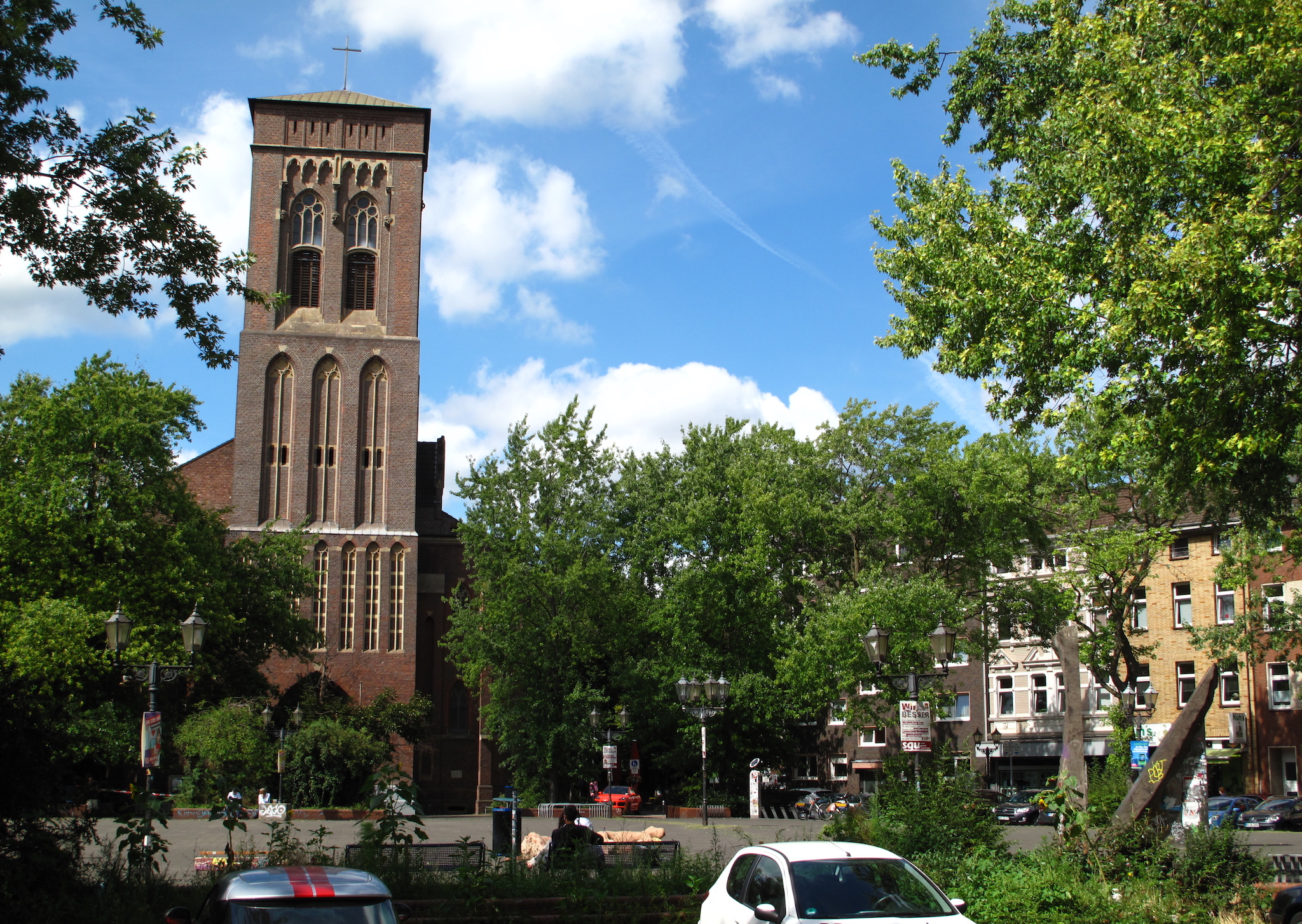
Katholische Kirche Sankt Joseph auf dem Dellplatz

Südlich und östlich an die Altstadt schließt sich das Dellviertel mit 14.891 Einwohnern (Stand: 31. Dezember 2023) an. Hier befand sich früher die Feldmark der Stadt. Bis 1850 herrschte hier eine planlose Bautätigkeit. Erst danach erstellte man einen Bebauungsplan. Im Zweiten Weltkrieg war das Dellviertel starken Zerstörungen ausgesetzt. Die meisten spätklassizistischen Gebäude wurden unwiderruflich dem Erdboden gleichgemacht und nie wieder aufgebaut.
Südlich des Dellviertels liegt Hochfeld mit 18.038 Einwohnern (Stand: 31. Dezember 2023). Hier lag früher ein dichtes Waldgebiet. Nur ein Stück vor den Toren der Stadt befand sich hier das „Siechenhaus“ für die Aussätzigen, ganz in der Nähe des Galgens. Am Rheinufer legte eine Fähre über nach Werthausen; die Fähre ist seit dem Mittelalter bezeugt und noch heute existiert eine Werthauser Straße.
Durch den Dreißigjährigen Krieg Mitte des 17. Jahrhunderts in hohe Schulden gestürzt, ließen die Duisburger Bürger Wald abholzen, sie verkauften das Holz und machten das entstehende Land urbar. Das hohe Feld nannte man das Gebiet; direkt am Rhein gelegen war es durch seine „hohe“ Lage vor dem berüchtigten Rheinhochwasser geschützt. Noch heute erinnern einige Straßennamen an alte Flurbezeichnungen (z. B. Eigen, Valenkamp).
Anfang des 19. Jahrhunderts wurde der Rheinkanal – heute Außenhafen – gebaut und Duisburg ans Eisenbahnnetz angebunden. Zusammen mit der guten Straßenanbindung ließ dieser Umstand Duisburg als besonders interessanten Standort für die beginnende Industrialisierung erscheinen.
Ideal war vor allem, dass Hochfeld durch die direkte Anbindung an den Rhein, der nicht nur für den wichtigen Gütertransport unentbehrlich war, sondern auch kostenlos Wasser und einfache Entsorgung der Abwasser anbot. So siedelten sich stahlproduzierende und -verarbeitende Fabriken, Zulieferanten und chemische Betriebe auf dem Hochfeld an.
Parallel zur Industrie entstanden Wohnhäuser für die Arbeiter. Da es keinen genauen Bebauungsplan gab, wurde planlos gebaut. Die Bevölkerungszahl explodierte. 1854 wohnten 1.700 Menschen in Hochfeld, 1895 waren es bereits 18.400.
Von den konjunkturellen Schwankungen abgesehen ging es bis zum Ersten Weltkrieg aufwärts. Durch den Ausbruch des Ersten Weltkriegs entstand in der Wirtschaft zunächst ein Stillstand. Arbeiter wurden zum Militär einbezogen, viele meldeten sich freiwillig. Die Folge war ein rapider Produktionsrückgang. Kriegsgefangene und Frauen wurden als billige Arbeitskräfte eingesetzt.
Auf den Ausbruch der Revolution am 9. November 1918 folgten stürmische Jahre. Französische Besetzung, Ruhrarmee, Inflation und Weltwirtschaftskrise seien hier nur als Stichwörter erwähnt. Streiks und bürgerkriegsähnliche Zustände hatten die gesamte Wirtschaft bis 1925 stark beeinträchtigt.
Das dunkelste Kapitel der deutschen Geschichte hatte aufgrund der schon früh betriebenen Aufrüstungspolitik zunächst positive Auswirkungen: Die Arbeitslosenzahlen sanken. Mit dem Beginn des Krieges folgten schwere Zeiten für die Städter. Duisburg zählt zu den deutschen Städten, die unter dem Luftkrieg am meisten zu leiden hatten. Die Wohn- und Industrieviertel wurden vor allem ab 1943 in Schutt und Asche gelegt. Zum Schutz vor den vom Westen anrückenden Alliierten wurden die Rheinbrücken von den Nazis selbst zerstört.
Nach den schlimmen Jahren kamen wieder gute: Der Wiederaufbau und das Wirtschaftswunder in den 50er und 60er Jahren. Die Bewohner hatten wieder Arbeit und konnten es zu bescheidenem Wohlstand bringen. Hochfeld hatte in diesen Zeiten bis zu 33.000 Einwohner.
Die Weitere wirtschaftliche Entwicklung Hochfelds, und damit auch die Arbeitsmarktsituation, wurde durch den turbulenten Wirtschaftsverlauf der Schwerindustrie am Rhein geprägt. So führte die Wachstumsschwäche der eisenschaffenden Industrie dazu, dass seit Anfang der 70er Jahre immer mehr Arbeitsplätze in Hochfeld verloren gingen. Die globale Konjunkturschwäche im Stahlbereich in den 80er Jahren führte zu weiteren Massenentlassungen.
Durch den Niedergang der im Hochfeld ansässigen Unternehmen und dem großflächigen Abriss von Wohngebäuden wurde die Einwohnerzahl von etwa 33.000 bis 1999 auf ungefähr die Hälfte reduziert.

## Neuenkamp und Kaßlerfeld

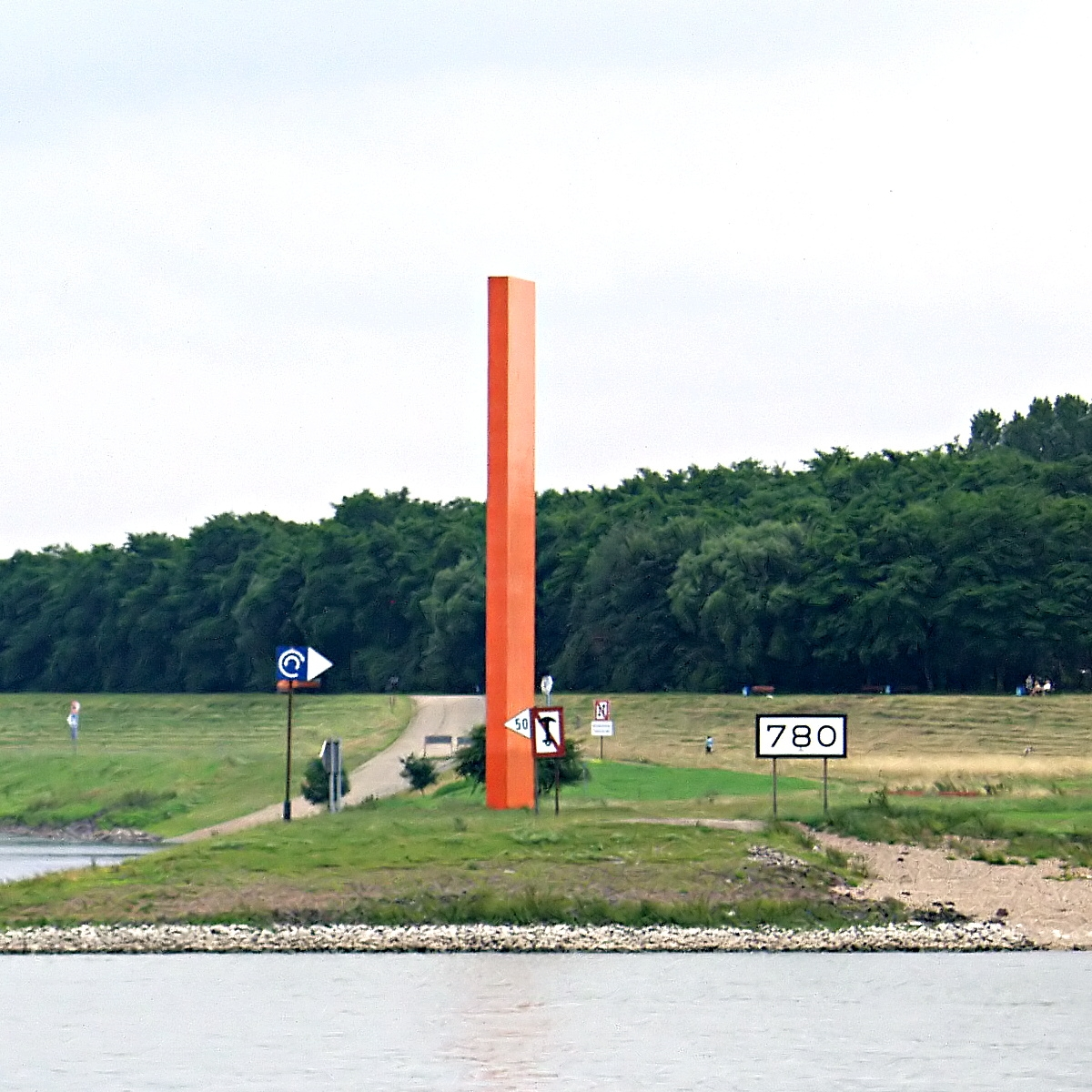
Das Kunstwerk Rheinorange in Duisburg-Kaßlerfeld an der Mündung der Ruhr in den Rhein

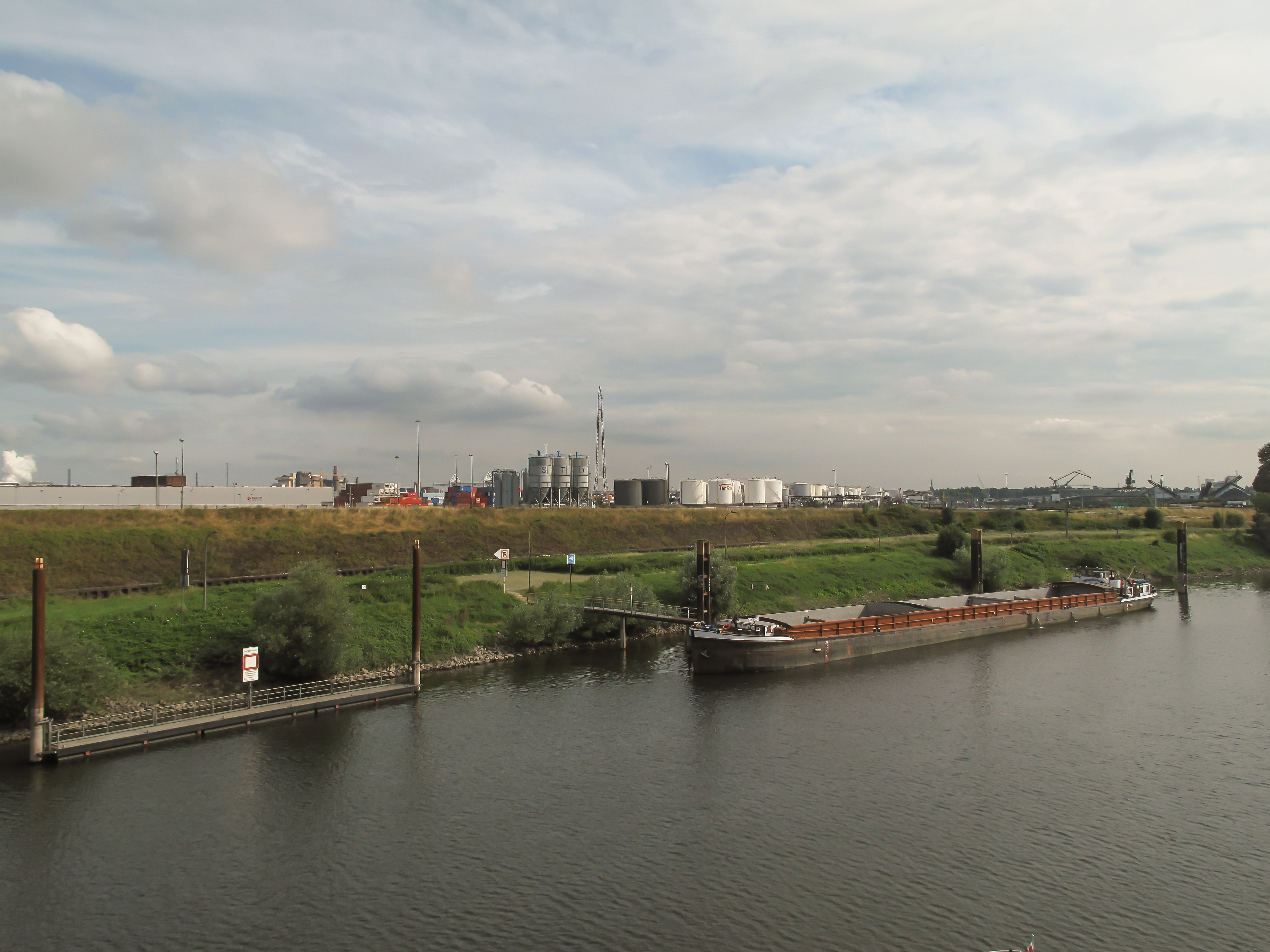
Kasslerfeld, die Ruhr und Industrie im Hafenkanal

Auf einer Halbinsel zwischen Rhein und Ruhr, westlich der Duisburger Altstadt liegt das Siedlungsgebiet der beiden Stadtteile Neuenkamp und Kaßlerfeld. Bis zur kommunalen Neuordnung im Jahre 1975 waren die beiden Stadtteile ein Doppelstadtteil mit damals etwa 18.000 Einwohnern. Heute hat Neuenkamp 5.064 Einwohner und Kaßlerfeld 3.861 Einwohner (Stand: 31. Dezember 2023).
Neuenkamp liegt zwischen der Bundesautobahn 40 und dem Parallelhafen. Der Name geht zurück auf die Rheinverlagerung im 13. Jahrhundert, als sich das Gebiet des heutigen Stadtteils von der linken Rheinseite abtrennte und sich durch Verlandungen mit dem Gebiet des rechtsrheinischen Duisburg verband.
Nach Schenkung durch den Vogt Walram von Limburg durften die Bürger der Stadt Duisburg das Gebiet Ende des 13. Jahrhunderts als Weideland benutzen. 1549 richtete man am Ufer des Rheins eine Fähre zum gegenüberliegenden Essenberg im heutigen Stadtteil Homberg ein. Bald ergab sich der Bedarf an Unterstellmöglichkeiten für Fahrzeuge und Waren und an einen Schutz für die Viehherden und Äcker, so dass sich nach Bauerlaubnis durch die preußische Regierung im 18. Jahrhundert die ersten Familien in Neuenkamp niederließen.
Ende des 18. Jahrhunderts kam es zu mehreren Rheinüberschwemmungen, welche die ersten Häuser der Siedlung zerstörten. Bis 1820 wuchs die Siedlung auf etwa 160 Einwohner an. In Neuenkamp vermutete man Steinkohlenvorkommen, doch der Abbau erwies sich als für die damals zur Verfügung stehende Technik als zu schwierig, weshalb man das Abteufen der Kohle in der Zeche Java, mit dem man 1854 begonnen hatte, bereits 4 Jahre später einstellte. Anfang des 20. Jahrhunderts wurde hier der Steinkohleabbau fortgesetzt. Ab 1912 arbeitete in Neuenkamp die Zeche Diergardt, die 1963 stillgelegt wurde. Damit endete die Kohleförderung in Duisburg südlich der Ruhr.
Am 8. Juni 1910 versuchte sich der Duisburger Flugpionier Karl Strack mit seinem selbst gebauten Eindecker an seinem ersten Motorflug. Dabei erreichte er nur die bescheidene Flughöhe von etwa 3 Metern. Zwei Jahre später gründete er in Neuenkamp einen Flugsportplatz. Von dort aus gelang es ihm das Kaiserdenkmal in Duisburg in 200 Meter Höhe zu umkreisen. Der Flugplatz wurde 1957 geschlossen, da die Industrie- und Wohnbebauung immer mehr zu einem Hindernis für die Segelfliegerei wurde.

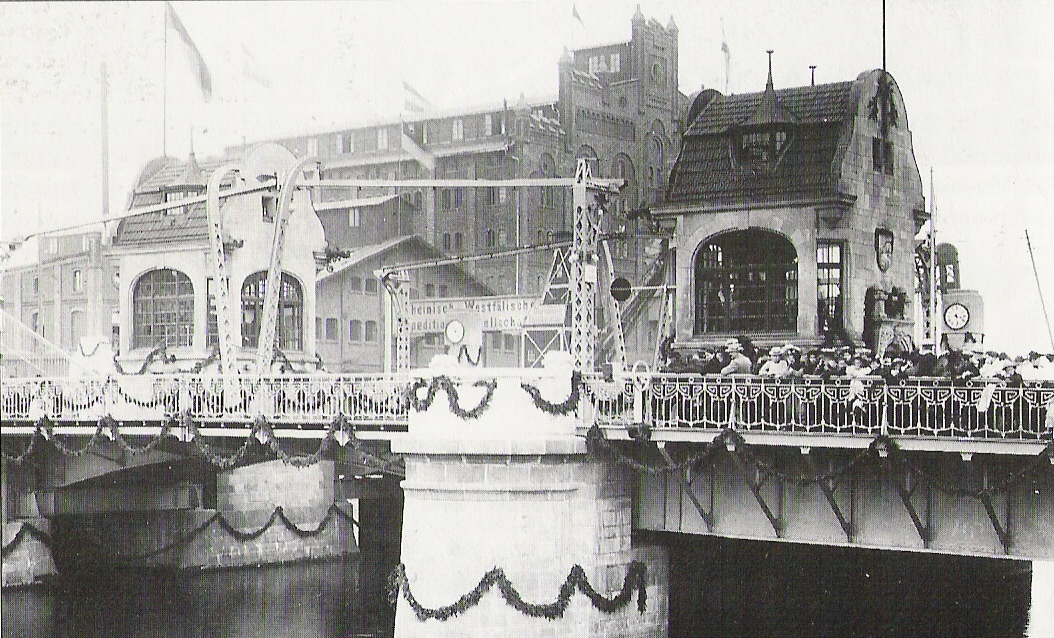
Einweihung der Schwanentorbrücke, 1904. Sie wurde im Zweiten Weltkrieg zerstört.

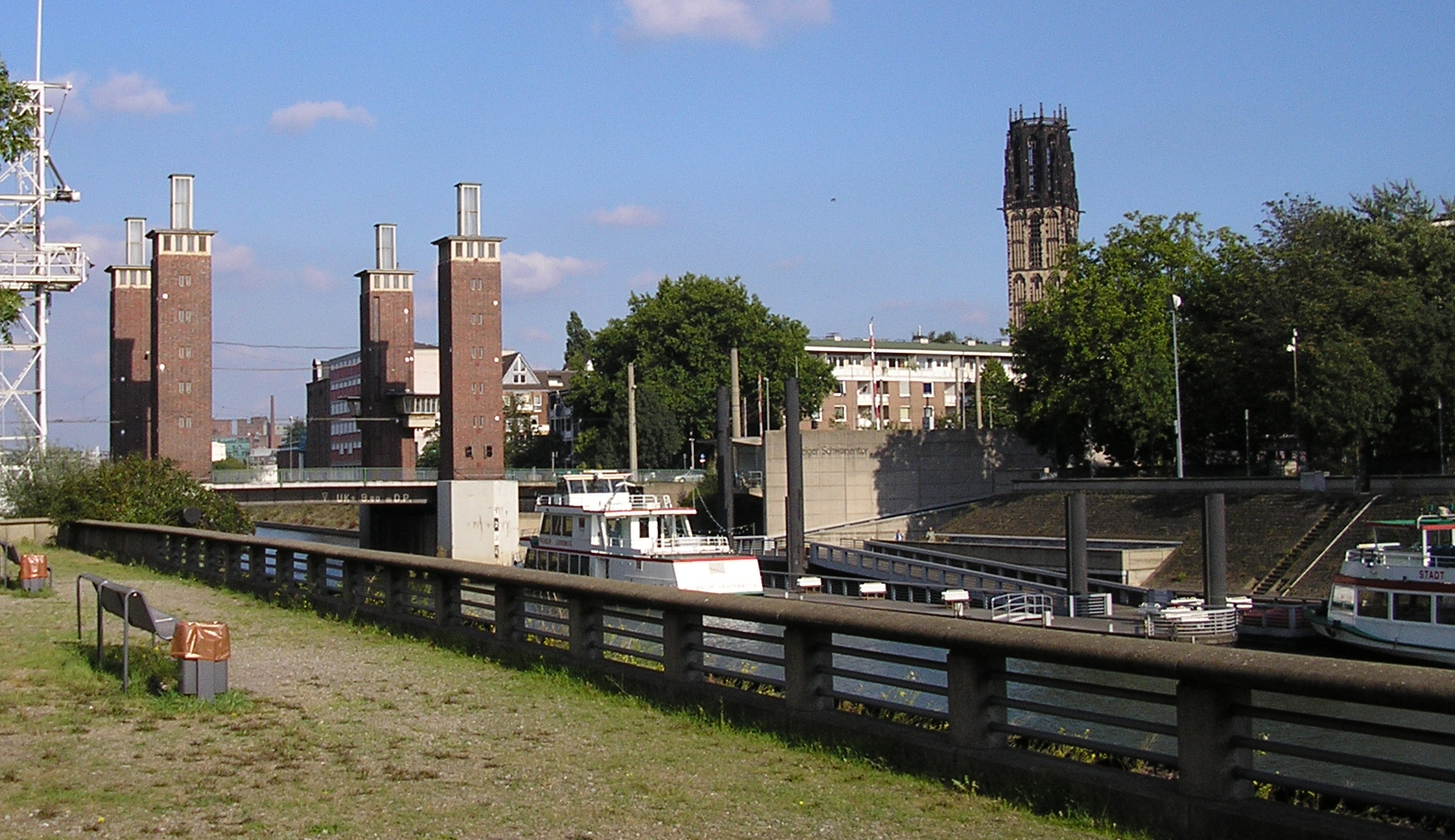
Heutige Schwanentorbrücke, 2006.

Am Rheinufer entlang ziehen sich die Moerser Grinden, eine Grünfläche durch Neuenkamp und Kaßlerfeld bis an die Mündung der Ruhr. Dort kann man das Kunstwerk Rheinorange sehen, welches den Zusammenschluss der beiden Ströme markiert.
Kaßlerfeld schließt sich nördlich von Neuenkamp auf der anderen Seite der Bundesautobahn A40 an. Bis ins Jahr 1801 gehörte der heutige Stadtteil zur Grafschaft Moers auf der anderen Rheinseite, wo sich das Gebiet bis zur Rheinverlagerung befand. Der Frieden von Lunéville machte das Gebiet in jenem Jahr zum preußischen Duisburg zugehörig. Der Name des Stadtteils leitet sich aller Wahrscheinlichkeit nach vom lateinischen castellum ab, da das Gebiet zum alten linksrheinischen römischen Kastell Asciburgium gehörte.
Die Bürger der Stadt Duisburg nutzten Kaßlerfeld ebenso wie Neuenkamp als Weidegebiet, soweit Überschwemmungen dies nicht verhinderten. Im 18. Jahrhundert begann die neuzeitliche Besiedlung des Kaßeler Feldes. Grundlage der Bewohner war die Landwirtschaft und Schifffahrt. Der Dickelsbach, der an der alten Stadtmauer Duisburgs vorbeifloss und in die Ruhr mündete, wurde Ende des 18. Jahrhunderts hier zu einem Hafen ausgebaut. Es entstanden Ziegeleien und Werften und 1824 gründete Friedrich Wilhelm Curtius an der Ruhrmündung eine Schwefelsäurefabrik, die bis 1912 Bestand hatte. 1927 entstand im Osten Kaßlerfelds der Duisburger Großmarkt. Er besteht noch heute und ist Bestandteil eines großen Gewerbegebietes.
Südlich des Stadtteils befindet sich der Duisburger Innenhafen. Über die 1950 neu erbaute Schwanentorbrücke ist Kaßlerfeld mit der Duisburger Altstadt verbunden. Die Hubbrücke besteht aus vier quadratischen Türmen mit Gegengewichten und Seilen, die dazu dienen, dass die Plattform der Brücke in die Waagerechte nach oben gezogen werden kann. Im Mittelalter führte das Schwanentor in der Duisburger Stadtmauer direkt zum vorbeifließenden Rhein. Erst 1841 entstand die erste Brücke über den Hafen. Es war eine hölzerne Zugbrücke, die 1904 durch eine elektrisch betriebene Klappbrücke ersetzt wurde. Die Bomben des Zweiten Weltkriegs zerstörte diese für das alte Duisburg charakteristische Brücke vollständig.